# Kratonohy
Kratonohy település Csehországban, a Hradec Králové-i járásban. Kratonohy Obědovice, Boharyně, Kosičky, Roudnice, Dobřenice, Puchlovice, Pravy, Chýšť és Kasalice településekkel határos. Lakosainak száma 646 fő (2024. január 1.).

## Népesség
A település lakosságának változását az alábbi diagram mutatja:
| Lakosok száma | 873  | 923  | 800  | 731  | 573  | 548  | 572  | 585  | 615  | 646  |
|               | 1869 | 1890 | 1921 | 1950 | 1980 | 2001 | 2017 | 2019 | 2022 | 2024 |